# 拉托米尔·杜伊科维奇
拉托米尔·杜伊科维奇（Ratomir Dujkovic，1946年2月24日—），中國大陸譯為杜伊科维奇，常被简称为杜伊，是塞尔维亚籍足球主教练，曾担任中国国家男足总教练、国奥队主教练。

## 执教中国国奥队
杜伊2006年成为中国国奥队主教练，率领球队参加了亚运会、土伦杯等一系列赛事，备战2008年北京奥运会。但是2007年9月，中国足协突然宣布杜伊兼任中国国家队总教练，他推荐的好友福拉多出任国家队执行教练，出现了前所未闻的国家队主教练听命于青年队主教练的情况。在奥运会被高度重视的情况下，中国国家队在征战2010年世界杯亚洲区预选赛的过程中，小组即遭淘汰，为16年最差成绩，福拉多和背后的总教练杜伊受到众多批评。
2008年7月17日，距奥运会开战仅三周时，备战了两年的杜伊却突然被停止指挥权，由中国教练殷铁生成为执行教练负责实际指挥，而杜伊则仍然挂名主帅，却实际只负责获取对手情报等事宜。最终国奥队一平二负小组淘汰，杜伊也不出意料的离任。
杜伊离任后接受媒体采访，才揭露出了一系列之前外界并不了解的内幕，包括他坚持拒绝掌管国家队、推荐贾秀全被拒绝、不被足协管理层告知比赛对手热身赛日期、人员选择上被限制、不批准郑智请假被管理层夺权等等。

## 参看
- 中国国家奥林匹克足球队
- 弗拉基米尔·彼得洛维奇